# Mylabris trigonalis
Mylabris trigonalis là một loài bọ cánh cứng trong họ Meloidae. Loài này được Lichtenstein miêu tả khoa học năm 1795.